# 1158 Luda
1158 Luda è un asteroide della fascia principale del diametro medio di circa 19,06 km. Scoperto nel 1929, presenta un'orbita caratterizzata da un semiasse maggiore pari a 2,5640559 UA e da un'eccentricità di 0,1122313, inclinata di 14,83754° rispetto all'eclittica.
Il suo nome è un diminutivo di Ludmilla, la sorella dello scopritore.